# خفافيش ذو وجه الشبح
خفافيش ذو وجه الشبح أو خفافيش ذو الشارب (الاسم العلمي: Mormoopidae)، فصيلة حيوانات من رتبة الخفاشيات، أنواعها 13 ضمن جنسان. توجد في الأمريكتين من الجنوب الغربي للولايات المتحدة إلى جنوب شرق البرازيل.